# Цементна промисловість Великої Британії
Цеме́нтна промисло́вість Великої Брита́нії має річний оборот у сумі 775 млн фунтів стерлінгів і вважається найважливішим постачальником для будівельної галузі. У ній безпосередньо зайнято 3,4 тисячі осіб, і ще близько 15 тисяч робочих місць прямо залежать від її діяльності. Члени BCA (Британської цементної асоціації) відзначають ріст попиту на 5% порівняно з 2006 роком. 
У Британську цементну асоціацію (BCA) входять такі великі місцеві виробники портландцементу, як 
- Tarmac Buxton Lime & Cement,
- Castle Cement,
- Cemex Cement UK і
- Lafarge Cement UK, які випускають понад 90% цементу, реалізованого у Великій Британії.